# Tétraogalle de l'Himalaya
Tetraogallus himalayensis
Espèce
Statut de conservation UICN

 LC  : Préoccupation mineure
Le Tétraogalle de l'Himalaya (Tetraogallus himalayensis) est une espèce d'oiseaux de la famille des Phasianidae.

## Distribution
Montagnes de l’Afghanistan, du Tadjikistan, de l’Ouzbékistan, du Kazakhstan, du Pamir, de l’ouest de l’Himalaya (Cachemire, Kumaon, ouest du Népal), du Xinjiang, du Qinghai, du Kansou et de la Dzoungarie. Il a été introduit avec succès aux États-Unis, dans le nord-est du Nevada.

## Sous-espèces
- T. h. himalayensis Gray 1843 : est de l’Afghanistan (Safed Koh, Nuristan) jusqu’à dans l’ouest de l’Himalaya (ouest du Népal). C’est la forme la plus grise et la plus sombre.
- T. h. incognitus Zarudny 1911 : (forme bendi incluse) nord et centre de l’Afghanistan et sud du Tadjikistan. Plus pâle et d’un ton général plus fauve, plus encore que sewerzowi, avec les barres du cou plus fines et les stries des flancs peu apparentes.
- T. h. sewerzowi Zarudny 1910 : sud de l’Ouzbékistan et ouest du Xinjiang. Intergrade avec incognitus dans les monts Pamir. Plus pâle, plus fauve et plus roux que la forme nominative avec des marques plus prononcées sur le cou, la poitrine et les flancs.
- T. h. koslowi Bianchi 1898 : sud du Xinjiang, Nan Chan (sud du Kansou) et montagne du Koko Nor (est du Qinghai). Forme la plus différenciée avec une tonalité générale très pâle, mais pas autant que sewerzowi, et avec de grosses taches cannelle dessus et le dessous davantage vineux que gris ou gris-fauve.
- T. h. grombczewskii Bianchi 1898 : ouest des monts Kunlun, Xinjiang. Forme la plus pâle (Madge & McGowan 2002).
- T. h. saurensis Potapov, 1993 : est du Kazakhstan, dans les montagnes Saur et Tarbagatay. Cette forme est foncée et n’a pratiquement pas de taches sur la poitrine.

## Habitat
Le tétraogalle de l’Himalaya affectionne les versants rocailleux, entre 2500 et 5500 m, parsemés de plaques de neige et couverts d’une végétation herbacée, au-delà de la limite des arbres et des buissons, ainsi que les prairies alpines parmi les affleurements rocheux, les pierriers et les éboulis. Les mouvements saisonniers sont liés à la reproduction et à la nourriture disponible. Les oiseaux restent en altitude tout l’hiver, entre 3400 et 3600m ; ils descendent vers 2500m en avril au moment de la reproduction ; les couples y restent avec les jeunes jusqu’au mois d’août alors que les groupes de non-reproducteurs remontent en altitude (Hennache & Ottaviani 2011).

## Mœurs
Ce tétraogalle vit en couple ou en groupes. Il fourrage en grattant et en creusant vigoureusement le sol du bec et des pattes en quête de pousses, de tubercules et autres racines bulbeuses mais peut aussi consommer des graines en hiver, des baies (Ephedra), des graminées (Poa, Alopecurus), des pousses et des feuilles en été. Les groupes se dispersent dans les zones de nourrissage pour se reposer à la mi-journée puis se rassemblent à nouveau pour se nourrir en fin d’après-midi. Le tétraogalle se déplace en marchant lentement sur le sol quand il se nourrit mais, en cas de danger, il court rapidement jusqu’à une arête ou un affleurement rocheux d’où il prend son envol (Madge & McGowan 2002).

## Voix
Madge & McGowan (2002) ont résumé le répertoire vocal du tétraogalle de l’Himalaya. Ils distinguent différents cris dont un cri d’alarme constitué d’une série de quatre à sept notes sifflées et émises de façon très caractéristique avec la tête rejetée en arrière. Chaque note monte en tonalité et à partir de la quatrième, dans une octave au-dessus. Le sexage pourrait même se pratiquer d’après la voix, le mâle ayant une tonalité montante ; la femelle, descendante. Les cris de contact comprennent une sorte de ouiii et quand les oiseaux sont nerveux, ils émettent une série de kok-kok-kok allant crescendo.

## Nidification
Cette espèce est monogame. Chaque mâle s’isole et occupe un territoire d’environ 1 km² à riche couverture herbacée où il se poste sur un affleurement rocheux et lance ses cris territoriaux de 6h à 6h 30 du matin, mais il reste habituellement silencieux par temps humide. En plus de ces démonstrations vocales, audibles à des kilomètres à la ronde, les mâles cantonnés marchent en relevant la queue de façon caractéristique pour exhiber leurs sous-caudales blanches comme signe territorial. 

La parade nuptiale débute immédiatement après l’arrivée du printemps en montagne, le plus souvent en avril. Le mâle gonfle le plumage, lève la queue afin que les sous-caudales blanches se remarquent. Dans cette posture, il court devant et derrière la femelle ou en fait parfois le tour, lentement, la tête inclinée. 

La femelle creuse une petite cuvette sur le sol qu’elle revêt légèrement d’herbes, de laine et de plumes duveteuses et qu’elle installe souvent sous des rochers en surplomb (Ma 1992). Baker (1930) rapporte que des nids en milieu naturel ont souvent été trouvés sur la crête d’une colline ou juste en contrebas sur le côté sous le vent, abrités par une touffe d’herbe ou un rocher mais jamais directement dans un buisson ou dans la végétation herbacée. La femelle couve seule mais le mâle reste à proximité, posté en sentinelle. La femelle élève ses jeunes, assistée du mâle qui monte la garde à proximité du nid et avertit la femelle en cas de danger par un sifflement sonore. Les jeunes sont conduits par les deux parents (Hennache & Ottaviani 2011).

## Statut, conservation
Le tétraogalle de l’Himalaya est considéré comme « globalement non menacé », avec une large distribution (1000 000 km²) et une population totale stable, évaluée à plus de 200 000 oiseaux. Du fait de son habitat de haute montagne peu fréquenté par l’homme, une protection de son biotope ne semble pas une priorité. À noter tout de même une chasse alimentaire à outrance dans certaines localités, de même que des prélèvements d’œufs ou de poussins au Pakistan. Cependant, bien qu'il soit généralement commun dans sa vaste aire de répartition, une régression de ses effectifs a été observée en certaines localités. Ainsi, dans les monts Tian Shan (ouest de la Chine), les groupes hivernaux sont passés de 40 à 20-30 individus en l’espace de 10 ans. Elle a été attribuée à la dégradation de l’habitat par le surpâturage. Un autre facteur aggravant serait l’utilisation, par la médecine chinoise, de tétraogalles comme remède contre diverses maladies humaines (Madge & McGowan 2002).